# Liste der Wüstungen im ehemaligen Landkreis Duderstadt
Diese Liste führt die Wüstungen im ehemaligen Landkreis Duderstadt auf. Der seit 1973 zum Landkreis Göttingen gehörende Landkreis Duderstadt erstreckte sich über weite Gebiete des Untereichsfeldes, nur dessen kleinerer südliche Anteil gehört zum heutigen thüringischen Landkreis Eichsfeld. Das Eichsfeld gehörte zu den wüstungsreichsten Gebieten im Heiligen Römischen Reich, etwa 288 erhalten gebliebenen Orten oder Siedlungen stehen über 530 Wüstungen gegenüber.

## Historische Hintergründe
Besiedelt wurden die tiefer gelegenen Gebiete des Eichsfeldes insbesondere nach der Völkerwanderungszeit zunächst von Süden durch thüringische Volksgruppen. Nach der Zerschlagung des Thüringer Königreiches wanderten von Norden den Sachsen zugerechnete ostfälische Stämme ein. Ob die heutige Sprachgrenze zwischen dem Niederdeutschen und dem Mitteldeutschen auch die Besiedlungsgrenze darstellte, ist nicht genau belegt.
In der späteren Besiedlungsphase des Eichsfeldes wurden dann größere Waldgebiete gerodet und zahlreiche kleine Dörfern oder Siedlungen gegründet. Bis ins 15. Jahrhundert sind viele dieser Orte aufgegeben worden, insbesondere nach kriegerischen Auseinandersetzungen im Spätmittelalter, aber auch auf Grund unzureichender Lebensbedingungen. Die Bewohner zogen dann meist in benachbarte und größere Dörfer, die mehr Schutz boten, die Gemarkung dieser Orte wurde dann meist auch diesen Orten zugeschlagen. Obwohl das Eichsfeld im Dreißigjährigen Krieg stark in Mitleidenschaft gezogen wurde, sind in dieser Zeit kaum Orte verlassen werden.

## Liste der Wüstungen
Die Liste erhebt keinen Anspruch auf Vollständigkeit, da von vielen Ortsnamen nur wenige Urkunden oder Belege vorliegen. Bei einigen Wüstungsnamen ist nicht sicher, ob es sich um reine Ortswüstungen oder um Flurwüstungen handelt. Nicht aufgeführt werden Orte, die aufgegeben würden und später unter gleichem Namen wieder neu besiedelt wurden, sowie aufgegebene Burganlagen. Für viele weitere Wüstungsorte ist die geographische Lage nicht bekannt (?).
Das Datum der Ersterwähnung ist daher typischerweise kein Gründungsdatum, die Gründung erfolgte früher. Noch ungenauer ist die Datierung der Aufgabe der Wüstung, der Zeitpunkt ist meistens nur dadurch abzuschätzen, dass der Ortsname ab einem bestimmten Zeitpunkt nicht mehr in Urkunden vorkommt. Typisch ist die Vielfalt an Schreibweisen, die sich Laufe von Jahrzehnten und Jahrhunderten änderte. Eine genaue Zuordnung von historischen Ortsnamen in alten Urkunden zu heutigen Dörfern ist daher nicht immer sicher gewährleistet.
| Name                                 | Lage                             | Ersterwähnung              | Beginn des Wüstliegens | Bemerkungen | Bild |
| ------------------------------------ | -------------------------------- | -------------------------- | ---------------------- | --- | ---- |
| Abterode                             | Hilkerode, Pöhlde                | 952 (Abbaterod)            | 16. Jh                 | |      |
| Barkefeld, Berkefeld                 | Rollshausen, Germershausen       | 926 (villa Barkeveld)      |                        | Rittergeschlecht von Barkefeld: Ritter Werner 1324 |      |
| Bennickenhusen, Bönnikeshusen        | Gieboldehausen, Wollbrandshausen | 1236 (Bonkeshusen)         | 16. Jh.?               | |      |
| Besenhausen                          | Bilshausen                       | 1256 (Besenhusen)          |                        | |      |
| Clapparot, Clappenroode              | Rhumspringe, Pöhlde              | 1174 (Cleppincheroth)      |                        | |      |
| Dudenborn                            | Nesselröden                      | 1221                       | 16. Jh.                | Adelsgeschlecht von Dudenborn: Johann 1227 |      |
| Eidingerode, Eddigerot               | Duderstadt                       | 1266 (Egingerode)          |                        | |      |
| Elvershausen, Helvershausen          | Lindau, Wulften                  | 1270 (Elverdeshusen)       | 16. Jh.                | |      |
| Ellingerode, Elbingerode             | Lindau                           | 1290                       | vor 1500               | 1318 Eldingerode |      |
| Golthagen                            | Nesselröden                      |                            |                        | |      |
| (Groß) Thiershausen                  | Renshausen                       |                            | 1410 (Thiedershausen)  | später Vorwerk und Mühle, heute Hofanlage |      |
| Haldessen                            | Bilshausen, Gieboldehausen       |                            |                        | |      |
| Hübenthal                            | Breitenberg                      | 1373 (Huvendal)            |                        | |      |
| Jakobshagen                          | ?Gieboldehausen, Rüdershausen    | 1316 (Jocheshag)           | vor 1600               | |      |
| Klein Oberfeld                       | Obernfeld                        | (Oberfeld minor)           |                        | |      |
| Klein Thiershausen                   | Gieboldehausen                   | 1259 (Tiedershusen)        | 16. Jh.                | |      |
| Kreterode, Krevetterode              | Brochthausen, Hilkerode          | 1429 (Crebesserode)        | 16. Jh.                | |      |
| Lemshausen, Lambshusen, Lembershusen | Gieboldehausen                   | 1256 (Lemmershusen)        | 15. Jh.                | Kirche St. Martin Edelsippe derer von Lemmershausen 1589 Belehnung durch Herzog Wolfgang von Braunscheig an die von Minnigerode Erbengemeinschaft Lembshausen in Gieboldehausen Vorwerk derer von Minnigerode, später Zehntscheune Lembshäuser Kirchhof mit heutigem Wegekreuz |      |
| Lemmershausen                        | Gieboldehausen                   |                            |                        | Adelsgeschlecht von Lamershausen: Bernhard (Famulus) 1297, Heinrich 1346 (im Kloster Northeim) |      |
| Lerne                                | Duderstadt                       | 1288                       | vor 1438               | |      |
| Marsfeld                             | Gieboldehausen                   | 1256                       | vor 1600               | |      |
| Meginwardeshusen                     | Lindau (Eichsfeld)               | (1105 Meginwardeshusen?)   |                        | 1341 Meinwwardessen |      |
| Nagekenrode, Nackenrode              | Nesselröden                      | 1189 (Nackenrot)           |                        | |      |
| Nienrode, Nigerode                   | Hilkerode                        | 1421 (Nigerode)            |                        | Adelsgeschlecht von Nigerode: Johann 1356, Hans 1390 |      |
| Odershausen, Oershausen              | Bodensee, Bilshausen             | 1055 (Odereshusen)         | 16. Jh.                | |      |
| Olenrode                             | ?Gieboldehausen                  | 1516 (Giseler to Obenrode) |                        | |      |
| Ollenhausene                         | Bilshausen                       |                            |                        | |      |
| Rollshagen                           | Breitenberg, Langenhagen         | 1420 (Roleveshagen)        |                        | |      |
| Rosenthal                            | Westerode                        | 1297 (Mühle Rosenthal)     | 1384?                  | |      |
| Stopenhagen, Stäpe                   | Nesselröden                      | 1300                       |                        | Adelsgeschlecht von Stoppenhagen: Brüder Johann, Lüdiger, Wedekind, Wasmund, Bruno (verwandte von Wasmut von Böseckendorf) |      |
| Totenhausen, Dodenhusen              | Gieboldehausen                   | 1381                       | vor 16. Jh.            | 1734 noch ein Pfarrhof St. Bartholomäus |      |
| Wadderode                            | ?Rhumspringe                     | 1230                       |                        | |      |
| Wendeleveshusen                      | Rollshausen, Germershausen       | 1369                       | 15./16. Jh.            | |      |
| Wenderode                            | Bilshausen                       | 1537 (Worteroda)           | vor 1606               | |      |
| Werkshusen                           | Gieboldehausen                   | 1369                       | 15./16. Jh.            | Adelsgeschlecht von Werkshausen: Luprecht und Dietrich 1224, Dietrich, Heinrich und Mile 1265 |      |
| Wickelshausen                        | ?Nesselröden, Seulingen          | 1343 (Wendolveshausen)     |                        | |      |
| Wolbrechtshausen                     | Lindau, Gillersheim              | 1105 (Waltbrechtshusen)    | 16. Jh.                | |      |

## Zeitweilig wüst gelegene Orte
Hier werden Orte aufgezählt, die zeitweilig wüst gelegen haben, später wieder besiedelt und aufgebaut wurden und noch heute existieren: Herbigshagen, Groß Thiershausen (1520), Renshausen (1520).